# Neujahrskonzert der Wiener Philharmoniker 2009

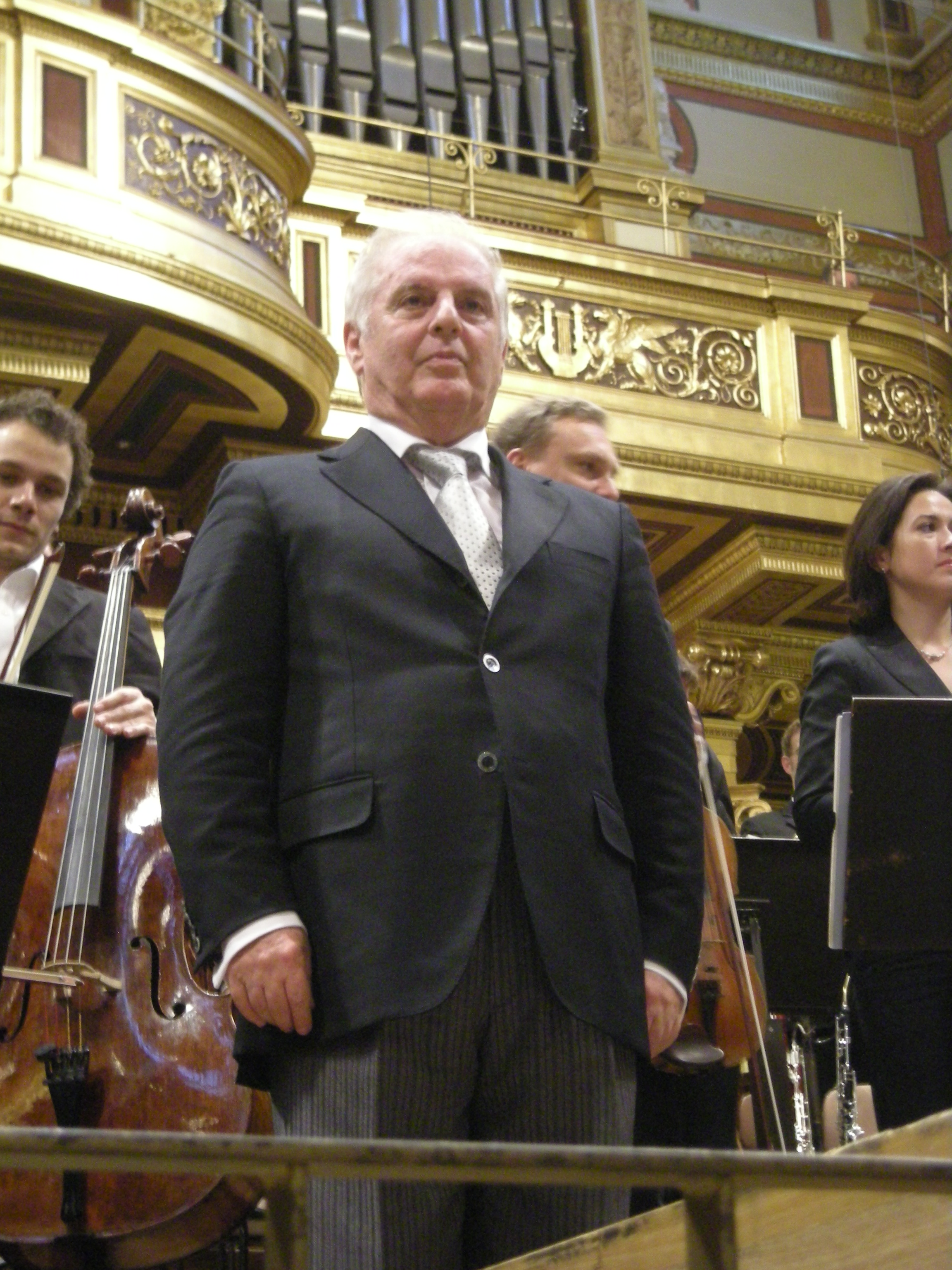
Daniel Barenboim im Wiener Musikverein (2008)

Das Neujahrskonzert der Wiener Philharmoniker 2009 war das 69. Neujahrskonzert der Wiener Philharmoniker und fand am 1. Jänner 2009 im Wiener Musikverein statt. Dirigent war erstmals Daniel Barenboim.

## Besonderheiten
In diesem Jahr standen wieder Kompositionen auf dem Programm, die nie zuvor im Neujahrskonzert gespielt wurden, darunter als „Jahresregent“ ein Ausschnitt aus der Abschiedssinfonie von Joseph Haydn.
Der Blumenschmuck für das Neujahrskonzert war auch 2009, wie bereits seit 1980, ein Geschenk der italienischen Stadt San Remo.
Barenboims internationale Karriere begann als Pianist und als solcher debütierte er 1965 bei den Wiener Philharmonikern. Seit 1989 arbeitet Barenboim auch als Dirigent regelmäßig mit den Wiener Philharmonikern zusammen.
Im Sinne der gespielten Abschiedssinfonie, aber ganz in humorvoller Tradition der Neujahrskonzerte unter Willy Boskovsky verabschiedeten sich nach und nach die Musiker unter mehr oder minder fröhlichen Grüßen, was vom Dirigenten gestisch kommentiert wurde.
Die Eurovisionsfanfare vor der internationalen Übertragung wurde erstmals von den Philharmonikern selbst gespielt.

## Ballett
Anlässlich des 200. Todestages von Joseph Haydn zeigte das Ballett der Wiener Staatsoper und Volksoper Einlagen in der Choreographie von Vladimir Malakhov im Schloss Esterhazy. Die Eleven der Ballettschule der Wiener Staatsoper sorgten laut ORF für eine Überraschung, die Choreographie dafür stammte von Lukas Gaudernak.

## Pausenfilm
Der von Felix Breisach gestaltete Pausenfilm befasste sich mit Linz, neben Vilnius ist die Stadt Europäische Kulturhauptstadt des Jahres 2009.

## Fernsehübertragung
Das Neujahrskonzert 2009 wurde in Radio und Fernsehen weltweit übertragen. Die Bildregie führte Brian Large.

## Aufnahmen
Die Aufnahme des Konzertes zählte in Österreich zu den meistverkauften Alben des Jahres 2009.

## Programm

### 1. Teil
- Johann Strauss (Sohn): Ouvertüre zu Eine Nacht in Venedig (Berliner Fassung)
- Johann Strauss (Sohn): Märchen aus dem Orient, Walzer, op. 444*
- Johann Strauss (Sohn): Annen-Polka, op. 117
- Johann Strauss (Sohn): Schnellpost-Polka, Polka schnell, op. 159*
- Johann Strauss (Sohn): Rosen aus dem Süden, Walzer, op. 388
- Johann Strauss (Sohn): Freikugeln, Polka schnell, op. 326

### 2. Teil
- Johann Strauss (Sohn): Ouvertüre zu Der Zigeunerbaron
- Johann Strauss (Sohn): Einzugsmarsch aus der Operette Der Zigeunerbaron
- Johann Strauss (Sohn): Schatz-Walzer, op. 418
- Joseph Hellmesberger junior: Valse Espagnole*
- Johann Strauss (Vater): Zampa-Galopp, op. 62*
- Johann Strauss (Sohn): Alexandrinen-Polka, Polka française, op. 198*
- Johann Strauss (Sohn): Unter Donner und Blitz, Polka schnell, op. 324
- Josef Strauss: Sphärenklänge, Walzer, op. 235
- Johann Strauss (Sohn): Éljen a Magyar!, Polka schnell, op. 332
- Joseph Haydn: Sinfonie Nr. 45 in fis-Moll, Abschiedssinfonie – IV. Finale: Presto – Adagio

### Zugaben
- Johann Strauss (Sohn): So ängstlich sind wir nicht, Polka schnell, op. 260
- Johann Strauss (Sohn): An der schönen blauen Donau, Walzer, op. 314
- Johann Strauss (Vater): Radetzky-Marsch, op. 228

Werkliste und Reihenfolge sind der Website der Wiener Philharmoniker entnommen.
 Mit * gekennzeichnete Werke standen erstmals in einem Programm eines Neujahrskonzertes.